# کشنژومیژ
کشنژومیژ (به لهستانی:  Księżomierz) یک روستا در لهستان است که در گمینا گوشچیرادوو واقع شده‌است.